# 本田・ムルコス・パイドゥシャーコヴァー彗星
本田・ムルコス・パイドゥシャーコヴァー彗星(英語: 45P/Honda-Mrkos-Pajdušáková)は、1948年12月3日に本田実が倉敷市で発見した周期彗星である。本田実のほか、アントニーン・ムルコス、リュドミラ・パイドゥシャーコヴァーが共同発見者となった。本田・ムルコス・パジュサコバ彗星ともいう。核の直径は1.6 kmである。2011年8月19、20日には彗星の中で15番目にレーダー観測が行われた。
1995年の近日点通過では見かけの等級7で太陽から4.3 °ほどしか離れていないときに、探査機SOHOにより観測された。
この彗星は真空に近い状態で緑色を放つ二原子炭素を含むため、それを放出して緑色に見える。

## 2011年の回帰

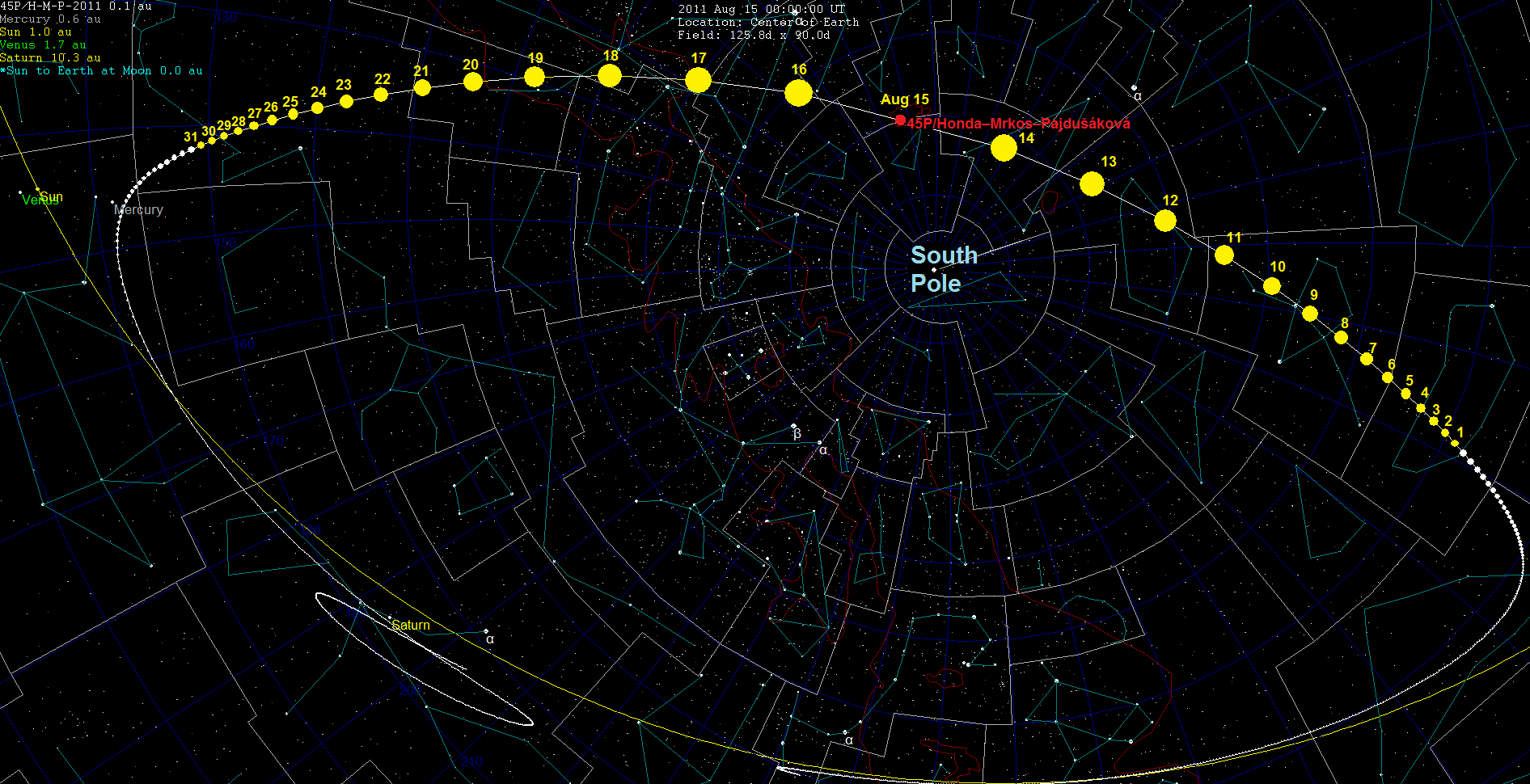
本田・ムルコス・パイドゥシャーコヴァー彗星の2011年8月の天球上の軌道。

2011年の回帰の際には6月5日に21等で確認された。7月3日には18等に達し、21日になると16等になった。9月から10月にかけては6等にまで達した。
8月15日には地球に0.600 auまで接近した。このとき、ゴールドストーン深宇宙通信施設による研究が計画され、8月19、20日にはレーダー観測を行うことができた。

## 2017年の回帰

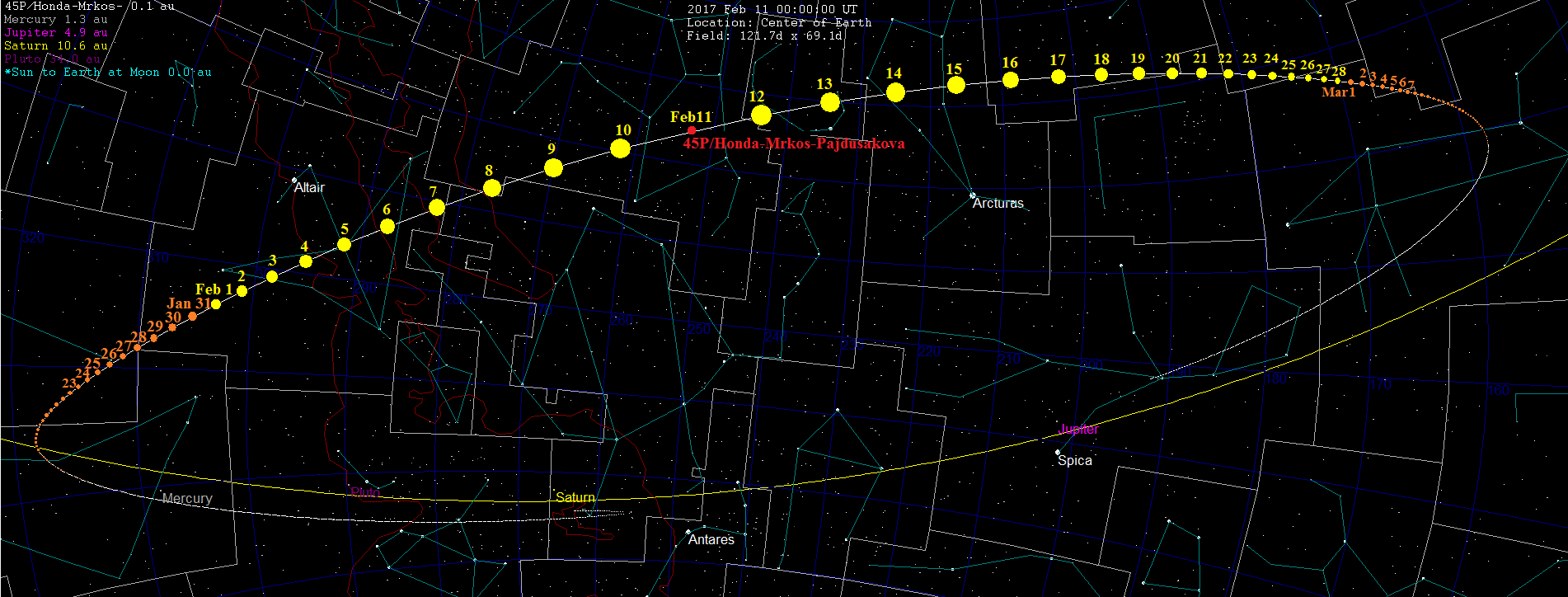
本田・ムルコス・パイドゥシャーコヴァー彗星の2017年の天球上の軌道。

本田・ムルコス・パイドゥシャーコヴァー彗星は2016年12月31日に近日点を通過した。2017年1月から3月にかけては6等に達することもあった。2017年2月11日には地球に0.0832 auまで接近し、これは2017年2月11日の月食と同じ日であった。

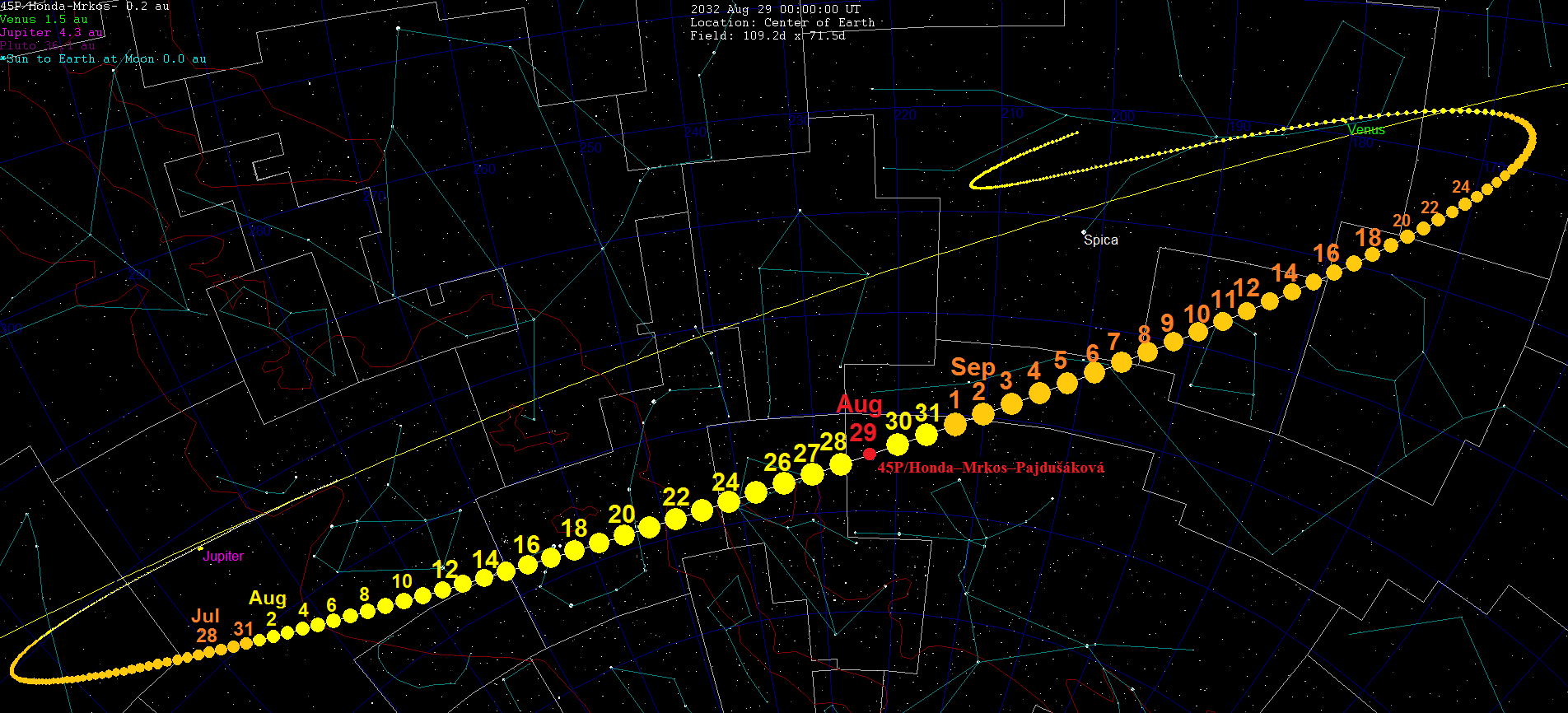
本田・ムルコス・パイドゥシャーコヴァー彗星の2032年の天球上の軌道。

次に地球に接近する回帰は2032年の回帰で、地球に0.37 auまで接近すると予想されている。